# Битва при Нюрнберге
Битва при Нюрнберге происходила с 16 по 20 апреля 1945 года между силами 7-й армии США с одной стороны и добровольцами нацистской Германии и Русской освободительной армии с другой в последние дни Второй мировой войны. В битве произошли одни из самых ожесточенных уличных боев за всю войну, и США потребовалось четыре дня, чтобы захватить город. Битва стала ударом по нацистской Германии, поскольку Нюрнберг был центром нацистского режима. В городе проходили Нюрнбергские съезды НСДАП, и потеря города американцами нанесла тяжелый удар и без того низкому моральному духу немцев. Несмотря на то, что американские силы значительно превосходили немецкие войска, только 20 апреля 7-я армия взяла центр города.

## Предыстория
Западные союзники вторглись в Германию с запада 8 февраля 1945 года. Немецкая армия понесла тяжелые потери, когда союзные армии пересекли Рейн и окружили Рурскую область, когда советские армии продвигались с востока. К апрелю американские и советские армии приблизились друг к другу, сокращая и без того узкий промежуток контролируемой Германией территории от Берлина до Мюнхена, включающий Нюрнберг. Поскольку 12-я группа армий продолжала продвигаться на восток в сторону Берлина, 6-я группа армий получила приказ продвигаться в южную Германию и Австрию. Несмотря на более сильное сопротивление немецкой армии на юге по сравнению с севером, 28 марта 7-я армия США прорвалась со своего плацдарма на Рейне к югу от Франкфурта. После ожесточённых боев 7-я армия захватила Ашаффенбург в Баварии 3 апреля и Хайльбронн в Вюртемберге 12 апреля, в результате чего Нюрнберг стал широко открытым для американского нападения. 12 апреля немецкое командование приказало безоговорочно оборонять все города, и Гитлер поручил рейхскомиссару обороны и гауляйтеру Франконии Карлу Хольцу командовать немецкими войсками вокруг Нюрнберга. 15 апреля 7-я армия двинулась к Нюрнбергу, быстро захватив при этом Бамберг. Когда 7-я армия приблизилась к Нюрнбергу, Хольц приказал установить противотанковые заграждения, а также зенитные орудия вокруг старого города. Силы Хольца значительно превосходили численностью, но он все ещё верил, что «американцы рано или поздно сломаются».

## Битва
К 16 апреля 7-я армия начала наступление на Нюрнберг не с запада, как ожидал Хольц, а с востока и северо-востока. К исходу дня американцы захватили окраины Эрленстегена и Буха. Артур Шеддерт, командир зенитной артиллерии, не выполнил приказ Гитлера о подрыве электростанций, газовых и водопроводных станций в городе.
К 17 апреля 7-я армия захватила сортировочную станцию и прилегающую территорию, а также кварталы Файльхофштрассе и Вёрд. К вечеру аэропорт на севере был захвачен, и американская артиллерия начала обстреливать исторический центр города. 18 апреля американские войска встретили ожесточенное сопротивление на подступах к старому городу, в результате чего были разрушены и повреждены многие здания прилегающих районов, в том числе историческая Нюрнбергская крепость. Тем не менее, в тот же день американские войска смогли пробиться до старого города по Бургшмитштрассе.

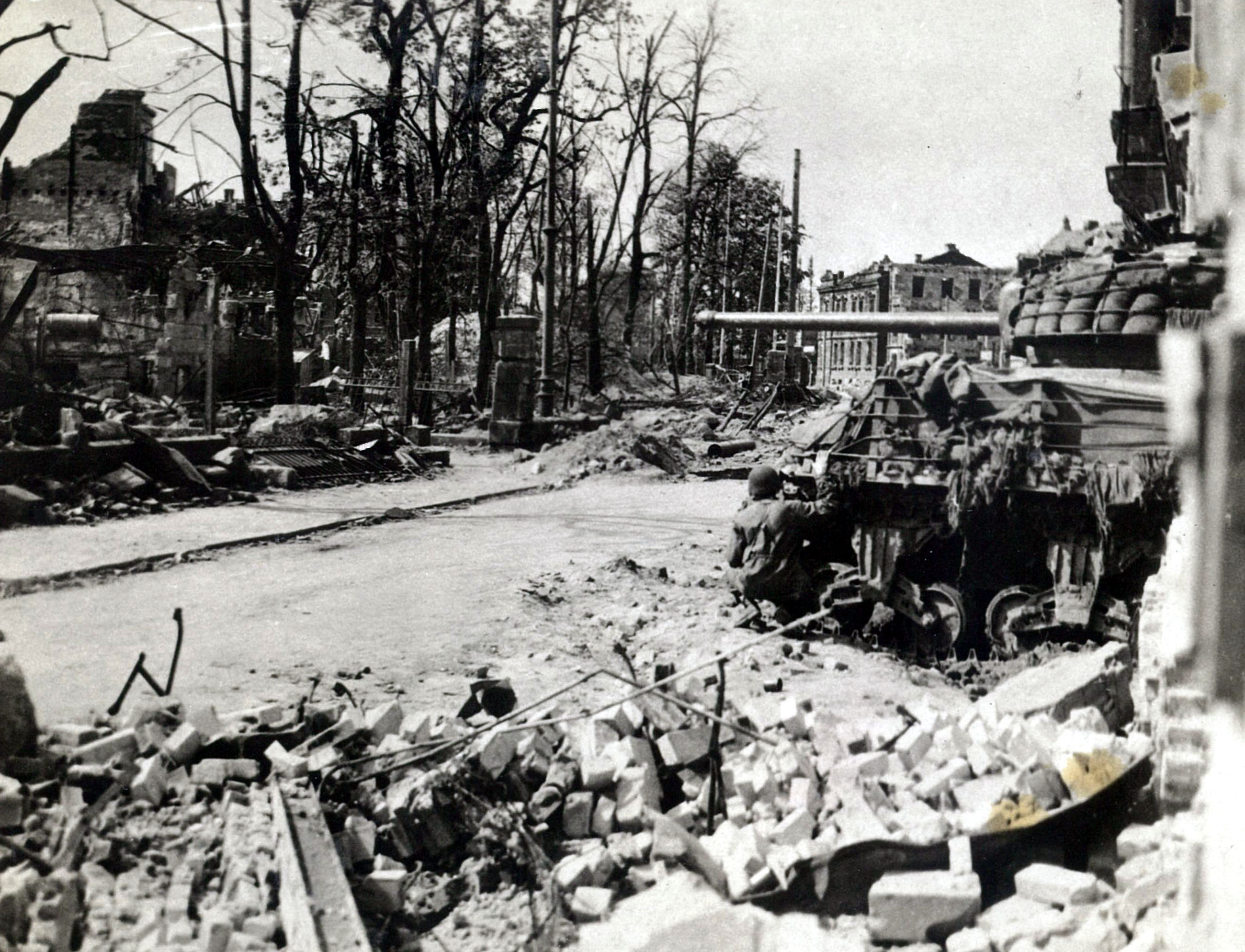
Разрушенный и освобождённый Нюрнберг в апреле 1945

20 апреля 3-я пехотная дивизия под командованием генерал-майора Джона О’Дэниела и 45-я пехотная дивизия под командованием генерал-майора Роберта Трайона Фредерика блокировали исторический центр Нюрнберга. Хольц приказал своим людям продолжать сопротивление, которое было настолько велико, что была задействована американская тяжелая артиллерия и авиация. Сам Хольц оказался в ловушке в полицейском участке в старом городе, но продолжал сопротивление. Он был убит после четырехкратных предложений сдаться, когда американские войска захватили здание. После гибели Хольца его заместитель полковник Рихард Вольф понял, что город больше невозможно удержать и в 11:00 приказал всем немецким войскам в этом районе сдаться. Вечером 20 апреля американский флаг был поднят на площади Адольфа Гитлера, официально завершив битву.